# سیارک ۵۴۹۲
سیارک ۵۴۹۲ (به انگلیسی: 5492 Thoma، نامگذاری:3227T-1) پنج هزار و چهارصد و نود و دومین سیارک کشف شده‌است که در ۲۶ مارس ۱۹۷۱ کشف شد.
قدر مطلق سیارک برابر ۱۲٫۴۰ است.